# Messale di Bobbio
Il Messale di Bobbio è un manoscritto miniato risalente all'VIII secolo. Proviene da uno scriptorium merovingio, della regione di Besançon o della valle del Rodano. Si tratta di un libro liturgico destinato a un sacerdote, che combina in maniera originale un sacramentario e un lezionario. Attualmente è conservato presso la Biblioteca nazionale di Francia.

## Storia
Il manoscritto fu scoperto da Jean Mabillon nel giugno 1686 durante il suo soggiorno in Italia, presso l'abbazia di Bobbio. Mabillon lo riportò immediatamente in Francia, lo pubblicò l'anno successivo sotto il titolo Liber Sacramentorum Ecclesiae Gallicanae e lo collocò nella biblioteca dell'abbazia di Saint-Germain-des-Prés. Quest'ultima venne integrata nei fondi della Biblioteca nazionale nel 1796.
L'origine del manoscritto è difficile da determinare. Secondo Mabillon proveniva dalla diocesi di Besançon, cioè dalla regione dell'abbazia di Luxeuil, sede di un grande scriptorium merovingio, e fu trasferito all'abbazia di Bobbio da San Colombano o dai suoi discepoli. Sulla sua origine sono state avanzate altre ipotesi, tra cui l'origine irlandese legata al santo fondatore di Bobbio, o anche la provenienza dalla Rezia, tra la Borgogna e l'Italia, o dalla Settimania. Gli studi più recenti concordano nel vedervi una produzione della valle del Rodano databile a partire dall'inizio VIII secolo, probabilmente proveniente dalla città di Vienne o dai suoi dintorni.

## Descrizione

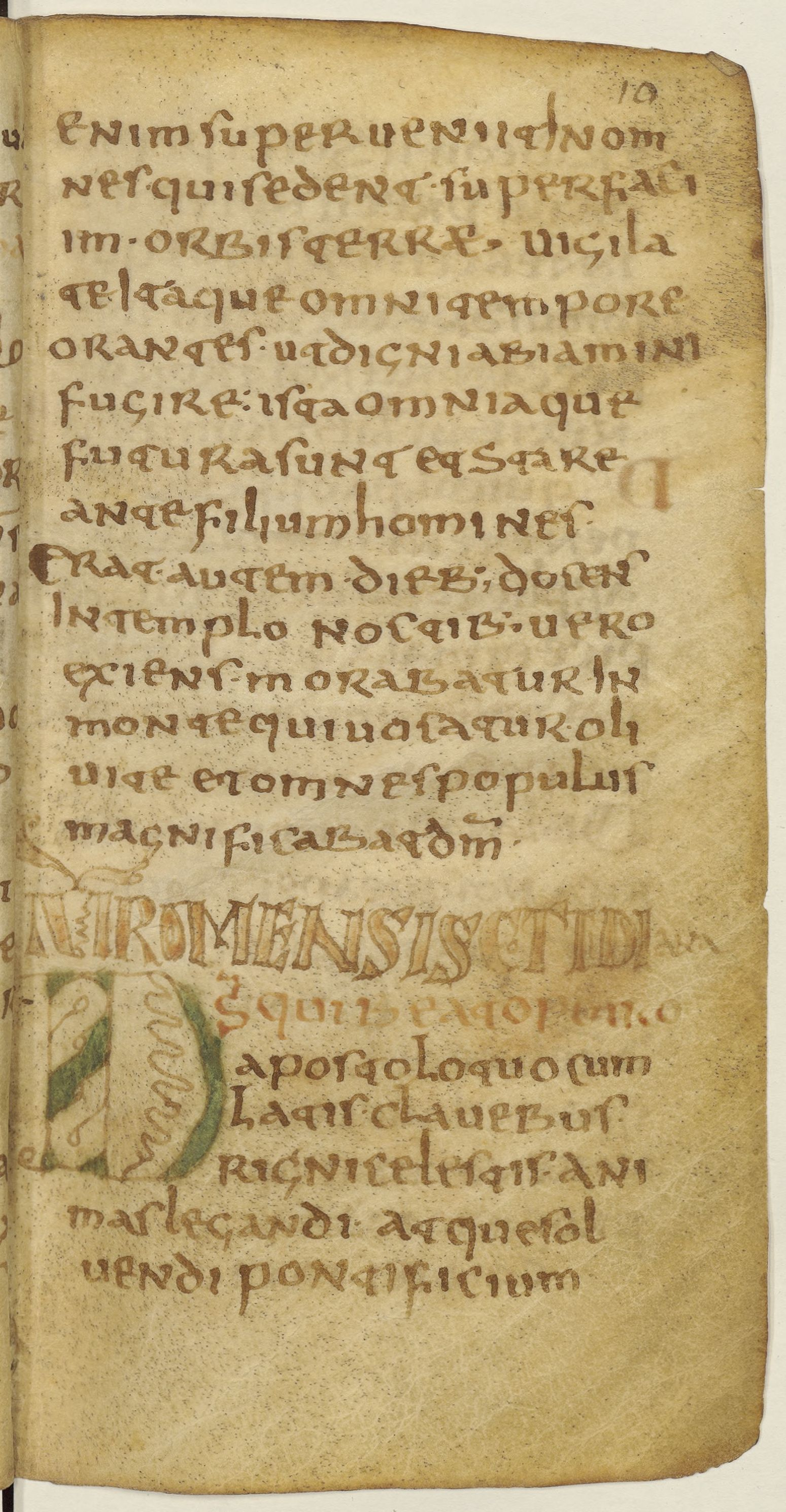
Folio 10 r.

Il manoscritto contiene 300 fogli copiati da diversi amanuensi in onciale con alcune forme corsive, oltre ad alcuni passaggi in corsivo minuscolo. Le ultime quattro pagine contengono un palinsesto. Il suo contenuto è molto disparato: oltre al sacramentario e a un lezionario, contiene una Missa pro principe, destinata a raccomandare il sovrano a Dio prima della sua partenza per la guerra, un compendio dei commenti dello Pseudo-Teofilo di Alessandria su brani dei quattro Vangeli, un sermone intitolato De Dies Malus, alcuni Joca monachorum, istruzioni sulla celebrazione della messa, un ordinale di Cristo ed elementi per il computo delle date liturgiche. Sembra trattarsi di un'opera di uso quotidiano di un sacerdote franco
, che probabilmente vi ricorreva durante gli spostamenti, come indicato dalle annotazioni aggiunte al testo.